# Palazuelo de Vedija
Palazuelo de Vedija – gmina w Hiszpanii, w prowincji Valladolid, w Kastylii i León, o powierzchni 32,2 km². W 2011 roku gmina liczyła 210 mieszkańców.